# Битва при Керені
Битва при Керені (італ. Battaglia di Cheren) відбувалася в часі з 3 лютого по 27 березня 1941 року, є частиною східноафриканської кампанії Другої світової війни.
Успіх Італії в Східній Африці 1940 року був короткочасним. 19 січня 1941-го сили Британської Співдружності контратакували італійців з території Судану на півночі та Кенії на півдні. У березні 1941 року після шестимісячної італійської окупації британські сили відбили протекторат під час операції «Appearance». Італійський партизанський рух припинив опір у Британському Сомаліленді до осені 1943 року.

## Стислі відомості
Місто Керен посідало стратегічно важливе положення в Італійській Еритреї, прикриваючи з півночі як її столицю Асмару, так і порт Массауа.
У січні 1941 року британські війська почали наступ на Еритрею з території Судану, і 1 лютого взяли Агордат, а мобільні сили під командуванням полковника Френка Мессерві перейшли до переслідування італійських військ, що відступили від Агордата до Керену. Керен не мав оборонних укріплень, але був оточений гранітними скелями, і дорога Агордат — Керен проходила вузькою ущелиною між високих гір. Командувач італійської 2-ї дивізії колоніальних військ генерал-лейтенант Ніколанджело Карнімео скористався умовами місцевості на підступах до Керена для організації оборони.
В ході битви італійці зазнали поразки. Уцілілі італійські частини відступили до Аді Текелезан, але позиції для оборони там були менш зручними, ніж під Кереном, і 1 квітня 1941 року вони також капітулювали. Це дало можливість британським частинам зайняти Асмеру та Массауа.

## Перебіг боїв
1 лютого 1941 року під час переправи через річку Барака — приблизно за 60 км від Керена, було затримано італійські сили — підірваний «Міст Муссоліні» на підступах до річки. До полудня 2 лютого британці переправились через річку і подолали долину Асцидера, зупинилися в ущелині Донголаас (приблизно 6 км від Керена), де італійці перекрили дорогу, підірвавши нависаючі скелі.
11-та піхотна бригада 4-ї індійської дивізії прибула 3 лютого, спробувала обійти ущелину через гори та виявила що італійці зайняли оборону на гірському хребті де 5 лютого й почалися бої. 79-й камерунський полк (The Queen's Own Cameron Highlanders) пробився до вершини «1616», перед н.п. Санчіл (Sanchil), а в ніч з 6 на 7 лютого 14-й Пенджабський полк просунувся на вершину Бріга (Brig's Peak). Індійці були контратаковані підрозділами 65-ї стрілецької дивізії «Гранатьєрі-ді-Савойя» і змушено повернулися до хребта Камерон, який контролювався 104-м стрілецьким полком.
До 6 лютого прибула 5-та індійська піхотна бригада, наступного дня атакувала Дологородок (Dologorodoc) біля ущелини, потім — сідловину східніше. 8 лютого, з огляду на брак набоїв, ці сили відійшли на вихідні позиції.
10 лютого Пенджабський полк рушив в наступ на вершину Бріга і до ранку 11 лютого дійшов до вершини Санчіла. Однак необхідність доставляти припаси, набої та евакуювати поранених призвела до того, що для подальшого наступу лишилося два взводи. Протягом 11 лютого під обстрілами та мінометним вогнем ці сили були витіснені з вершин Санчіла та Бріга із важкими втратами контратакою савойських гренадерів. Пенджабці були кинуті на оборону Камеронського хребта.
Пенджабці не змогли зайняти важливі спостережні пости, однак атака, запланована на 12 лютого, продовжилася. Але загального наступу не вдалося здійснити, не маючи додаткових ресурсів для удару.
Британці вирішили зробити паузу, перегрупуватися та тренуватися, перш ніж зробити наступну спробу наступу на Керен. Після того, перейшовши кордон в Еритрею на узбережжі Червоного моря, сили Бріггсфорса захопили Карору, а потім рушили на південь.
15 березня британські сили та частини військ 4-ї індійської піхотної дивізії здійснили атаку з хребта Камерон. Битва відбувалася від нападу до контратаки, втрати були з обидвох сторін.
16 березня форт Долгородок під час контратаки зайняв 2-й Західно-Йоркширський полк з полоненням 40 італійських вояків. Того ж дня італійці здійснили контратаку, а 29-та бригада — невдалий напад увечері на Фалестох і Зебан. Протягом наступних десяти днів позиції у форті Дологородок піддавалися інтенсивним атакам, італійці з новими підрозділами не змогли відновити позицію.
Четверта індійська дивізія продовжувала утримувати хребет Хогу і прилягаючі гори. Протягом наступних трьох днів італійські сили продовжували контратаки з обох боків ущелини, включаючи відчайдушні, часто рукопашні бої.
Платт вирішив перегрупуватися і сконцентрувати свої сили, перш ніж знову напасти і вивів на фронт 5-ту індійську піхотну дивізію. У ніч з 16 на 17 та з 17 на 18 березня інженерні частини переглянули перекриття дороги та спробували розпочати її очищення. Це не вдалося через обстріл з італійських ліній.
24 березня були здійснені диверсійні напади на Санчіл і трохи раніше півночі частини у форті Дологородок рушили вниз, щоб зайняти нижні пагорби з оглядом ущелини. Західно-Йоркширський полк зміг зайняти заплановану висоту без привернення уваги, але індійський підрозділ зустрівся з італійським опором. До 7:30 три пагорби були взяті, і оборонні бої на південно-східній стороні ущелини стихли.
25 березня 2-й високогірний легкий піхотний і 10-й полк просунулися від укриття залізничного тунелю, попередньо очищеного, до ущелини. Атака в ущелині досягла несподіванки, італійці в захисті зосередилися на Санчілі. Пенджабський полк потім просунувся між ними та Західними Йоркширцями, щоб очистити ущелину. До ранку залізничні вузли та більшість цілей були захоплені, і захисники більше не займали позицій, з яких було зручно вести вогонь по ущелині.
До полудня 26 березня британці відремонтували дорогу через ущелину. 27 березня британська артилерія повернула на Зебан і Фальстох. Позиції італійців були непорушними, і спочатку Королівські ВПС (RAF) повідомили про своє відкликання по дорозі від Керена до Асмари. Італійцям на хребті Санчіл пощастило менше, і савойські гренадери й сили Берсальєррі були відрізані та не мали іншої можливості окрім здачі. Вранці 27 березня британська артилерія почала обстріл гір Зеба і Фалестох, але коли 29-та бригада перейшла в атаку, то виявилося, що тамтешні позиції вже залишені захисниками; авіація повідомила, що італійські війська відступили звідти до Асмери. Захисники північного хребта виявилися відрізаними від основних сил і були змушені капітулювати.

## Наслідки
Уцілілі італійські частини відступили до Аді Текелезан, але позиції для оборони там були менш зручними, ніж під Кереном, тому 1 квітня 1941 року вони також капітулювали. Це надало можливість британським частинам зайняти Асмеру і Массауа.